# Torben Maas
Torben Maas (* 20. April 1987 in Rheda-Wiedenbrück) ist ein deutscher Filmproduzent und Drehbuchautor.

## Leben
Maas wuchs im Delbrücker Land auf. Nach dem Abitur am GNR in Rietberg studierte er ab 2006 Medienmanagement mit Fachrichtung TV-/Filmproduktion an der MHMK in München. Nach dem Studium war er zunächst freiberuflich als Projektmanager für verschiedene Werbeagenturen tätig und verantwortete einige Spielfilmproduktionen als Produktionsleiter.
2011 gründete er zusammen mit Christian Füllmich die Filmproduktionsfirma Filmschaft Maas & Füllmich, in der er seitdem als Produzent und Gesellschafter tätig ist. Als einer der jüngsten Preisträger wurde er 2012 für das Filmdrama Nemez mit dem VGF-Nachwuchsproduzentenpreis ausgezeichnet.
Maas lebt in München.

## Filmografie (Auswahl)
- 2011: Lucky Seven (Kurzfilm)
- 2011: Der Klassenfeind (Kurzfilm)
- 2012: Nemez (Kinospielfilm)
- 2016: Pälzisch im Abgang (Fernsehserie)
- 2017: Einmal bitte alles (Kinospielfilm)

## Auszeichnungen
- 2013: VGF-Nachwuchsproduzentenpreis für den Film Nemez
- 2017: VGF-Nachwuchsproduzentenpreis für den Film Einmal bitte alles